# Liste antiker Ortsnamen und geographischer Bezeichnungen/Do
| Lateinischer Name   | Griechischer Name                        | Beschreibung                                                               | Heute                                                                                 | Quellen und Verweise | Lage |
| ------------------- | ---------------------------------------- | -------------------------------------------------------------------------- | ------------------------------------------------------------------------------------- | -------------------- | ---- |
| Doanas              | Δοάνας                                   | Fluss in Hinterindien                                                      | Mündungsarm des Mekong                                                                | RE; Smith;           |      |
| Doberus             | Δόβηρος (Dobēros)                        | Stadt in Paionien                                                          | vermutlich im Tal der Strumica                                                        | RE; Smith;           |      |
| Dobuni              |                                          | britannischer Stamm                                                        |                                                                                       | RE; Smith;           |      |
| Docidava            | Δοκίδαυα                                 | Stadt in Dakien                                                            |                                                                                       | RE; Smith;           |      |
| Docimia, Docimeium  | Δοκίμειον, Δοκίμιον                      | Stadt in Phrygien                                                          | İscehisar                                                                             | RE; Smith;           |      |
| Doclea, Dioclea     | Δοκλέα (Doklea)                          | Stadt in Dalmatia, Geburtsort des Diokletian                               | 3 km nördlich von Podgorica in Montenegro                                             | RE; Smith;           |      |
| Dodecaschoenus      | Δωδεκάσχοινος                            | Grenzland zwischen Ägypten und Nubien                                      | südlich ab Syene zwölf Schoinen (auch ägyptische Meilen oder Iteru), entlang des Nils | RE; Smith;           |      |
| Dodon               |                                          | siehe Dodona                                                               |                                                                                       |                      |      |
| Dodona              | Δωδώνη (Dōdōnē)                          | Stadt in Epirus und Orakelstätte des Zeus                                  | 15 Kilometer südwestlich von Ioannina in Griechenland                                 | RE; Smith;           |      |
| Doeanteius Campus   | Δοίαντος πεδίον (Doiantos pedion)        | Ebene in Pontos                                                            |                                                                                       | RE; Smith;           |      |
| Doliche             | Δολίχη (Dolichē)                         | Stadt in Thessalien, am Fuß des Olymp                                      | Dolihi im Regionalbezirk Larisa in Griechenland                                       | RE; Smith;           |      |
| Doliche, Dolichiste | Δολίχη (Dolichē), Δολιχίστη (Dolichistē) | Insel vor der Küste Lykiens                                                | Kekova (oder griechisch Kakava) in der Provinz Antalya (Provinz) in der Türkei        | RE; Smith;           |      |
| Doliche             | Δολίχη (Dolichē)                         | Stadt in Syrien, Heiligtum des Iupiter Dolichenus                          | 10 km von Gaziantep bei dem Dorf Dülük in der Osttürkei                               | RE;                  |      |
| Doliones            | Δολίονες                                 | Bewohner der Gegend von Kyzikos (Singular: Δολιονίς Dolionis)              |                                                                                       | RE; Smith;           |      |
| Dolomene            | Δολομηνή                                 | eine der drei ebenen Landschaften Assyriens, welche Ninos (Ninive) umgaben |                                                                                       | RE; Smith;           |      |
| Doloncae            | Δόλογκοι                                 | thrakischer Stamm                                                          |                                                                                       | RE; Smith;           |      |
| Dolopes             | Δόλοπες                                  | Stamm in Thessalien                                                        |                                                                                       | RE; Smith;           |      |
| Domanitis           |                                          | Landschaft in Paphlagonien                                                 |                                                                                       | RE; Smith;           |      |
| Domerus             |                                          | siehe Doberus                                                              |                                                                                       |                      |      |
| Dometiopolis        | Δομετιούπολις                            | Stadt in der Landschaft Selentis in Isaurien                               | Katranlı im Bezirk Ermenek, Provinze Karaman                                          | RE; Smith;           |      |
| Donacon             | Δονακών                                  | Dorf im Gebiet von Thespiai in Böotien                                     |                                                                                       | Smith;               |      |
| Donusa              | Δονούσα                                  | Insel der Kleinen Kykladen                                                 | Donousa                                                                               | Smith;               |      |
| Dora                | Δῶρα (Dōra)                              | Stadt in Palästina                                                         | Tel Dor                                                                               | RE; Smith;           |      |
| Dora Flumen         |                                          | siehe Dargomenes                                                           |                                                                                       |                      |      |
| Doracium            | Δωρακίον                                 | Stadt in Illyrien, identisch mit Doclea                                    |                                                                                       | RE; Smith;           |      |
| Dores               |                                          | siehe Doris                                                                |                                                                                       |                      |      |
| Dorgamenes Flumen   |                                          | siehe Dara                                                                 |                                                                                       |                      |      |
| Dorias              |                                          | siehe Doanas                                                               |                                                                                       |                      |      |
| Dorieium            | Δορίειον                                 | Stadt in Phrygien                                                          |                                                                                       | RE; Smith;           |      |
| Doris               | Δωρίς (Dōris)                            | Landschaft in Griechenland                                                 |                                                                                       | RE; Smith;           |      |
| Doris               | Δωρίς (Dōris)                            | Landschaft in Karien                                                       |                                                                                       | RE; Smith;           |      |
| Doris               | Δωρίς (Dōris)                            | Landschaft in Bithynien                                                    | in den türkischen Provinzen Düzce und Bolu                                            | Smith;               |      |
| Doriscus            | Δορίσκος, Δωρίσκος (Dorískos)            | Küstenebene und Siedlung an der Mündung des Hebros in Thrakien             |                                                                                       | RE; Smith;           |      |
| Dorium              | Δώριον                                   | Stadt in Messenien                                                         |                                                                                       | RE; Smith;           |      |
| Dorostolum          |                                          | Kastell in Moesia inferior                                                 | Silistra in Bulgarien                                                                 | RE; Smith;           |      |
| Dorticum            | Δορτικόν                                 | Kastell am rechten Donau-Ufer an der Mündung des Timacus (Timok)           | Vrav in Bulgarien                                                                     | RE; Smith;           |      |
| Dorus               |                                          | siehe Dora                                                                 |                                                                                       |                      |      |
| Dorylaeum           | Δορύλαιον                                | Stadt in Phrygien                                                          | Şarhöyük bei Eskişehir.                                                               | RE; Smith;           |      |
| Dosaron             | Δωσάρων                                  | Fluss in Indien                                                            | Mahanadi                                                                              | RE; Smith;           |      |
| Dothan              | Δοθαείμ (Dothaeim)                       | Stadt in Palästina                                                         | Tell Dothan in der Jesreelebene in Israel                                             | RE; Smith;           |      |
| Dotium              |                                          | siehe Dotius Campus                                                        |                                                                                       |                      |      |
| Dotius Campus       | Δώτιον πεδίον                            | Ebene in der Pelasgiotis in Thessalien                                     | Ebene von Larisa                                                                      | RE; Smith;           |      |
| Dourus              |                                          |                                                                            |                                                                                       | Smith;               |      |